# Nagyboldogasszony-templom (Dragotin)
A Nagyboldogasszony-templom Horvátországban, az Eszék-Baranya megyei Dragotin település római katolikus temploma.

## Fekvése
A templom a Dragotin keleti szélén fekvő temető területén található.

## Története
A templom története a középkorig nyúlik vissza. Története során számos pusztítást és átalakítást szenvedett ahhoz, hogy jelenlegi formáján ne látszódjanak középkori stílusjegyek. Elődjének, a dragotini Szent János templomnak az első említése 1332-ből származik, amikor az itteni egyház Péter nevű papja szerepel a pápai tizedjegyzékben. Ez a régi templom egy a Breznica-patak feletti dombon állt. A 14. század után Dragotint és a dragotini plébániát csak Szlavónia török megszállásakor említik. A törökök 1538-ban alapították meg a mai Požeština meghódított területén az új katonai-közigazgatási egységet, a Pozsgai szandzsákot, amelyet három részre osztottak: pozsegai, bródi és garai kádilukra. A garai kádiluk székhelye Diakovár, míg a mai járásoknak megfelelő náhijék székhelyeinek egyike Dragotin lett. Az 1579-es összeírás ugyan nem ad nekünk adatokat a szakrális építményekről, de Dragotint faluként tartják nyilván, melynek vásártartási joga, 11 háza és 4 malma volt.
A templom létezésére 1581-ben találunk bizonyítékot, amikor XIII. Gergely pápa idejében Antun Matković boszniai püspök a szlavóniai és szerémségi papokkal a bapskai Szűz Mária templomban tartott zsinaton találkoztak. Az 1581. augusztus 28. és 30. között tartott zsinaton levelet írtak, amelyben a papok a Szentszéknek panaszkodtak, hogy nincs rezidenciális püspökük, és a boszniai püspököt ajánlották erre a tisztségre. A levél egyik aláírója Kristóf dragotini plébános volt. 1626 és 1630 között Toma Ivković, skradini püspök és boszniai adminisztrátor bérmakörutat tett a Szávamenti falvakban, melyről jelentést készített. Ebben megállapítja, hogy Dragotinban 1626-ban 1000 bérmált személy volt. A húsz évvel később, 1647. március 9-én tett egyházlátogatás során a vizitátor leírja, hogy a boszniai püspökség dragotini plébániájában három templom áll Szent Márknak, Szent Jánosnak és Szent Balázsnak szentelve. A templomok kinézetéről semmit sem ír. A falvak nevéből ítélve utólag kikövetkeztethető, hogy a Szent Balázs templom Sveti Blajon, a Szent Márk templom Markovacon, a Szent János templom pedig Dragotinon állt.
Josip Buturac, a török uralom alatti szlavóniai katolikus egyházról szóló munkájában megemlíti, hogy Nikolić atya több olyan fatemplomot sorol fel, amelyek a régi kőtemplomok romjain vagy romjai közelében épültek fel. Többek között megemlíti a dratotini egyházat is. Bár a törökök nem bontották le a katolikus templomokat, és nem változtatták őket dzsámikká, a katolikusokat és a katolikus papokat üldözték. Különféle vádakat hoztak fel ellenük. Az egyik 1664-ben feljegyzett vád az volt, hogy a katolikusok a Szerémségben pénzt gyűjtenek a keresztény uralkodók javára a törökök ellen. Ezt aztán megtorolták és a megtorlástól Dragotin is szenvedett. 1683-ban a Bécs ellen vonuló török sereg kifosztotta és lerombolta a települést. Ennek következtében a lakosság elmenekült és a falu kihalt.
A törökök azonban nem rombolták le a dragotini templomot, csak súlyosan megrongálták.
1690-ben Nikola Ogramić Olovčić püspök hét olyan templomot említ Diakovár vidékén, amelyek túlélték a törököket. Ezek a gyülekezetek régiek és elhanyagoltak, de szükség szerint szentmisét tartanak bennük. A felsoroltak között említik a Szűz Mária templomot is Dragotinban. Itt említik először a dragotini templom névadójaként
a Boldogságos Szűz Máriát. 1702-ben népszámlálást tartottak a török alól felszabadított területeken. Ebben Dragotint Sveti Blajhoz tartozó pusztaságként említik, ahol egy téglából épített, tető alatt álló templom van. Bár a falu lakatlan a templomban miséznek.
A templom megújításáról nem maradt fenn írásos feljegyzés, de bizonyára a 18. század első felében történt. Ekkor azonban a falu még üres volt, mert csak 1750 körül telepítették be főként Boszniából, Plehan és Derventa környékéről érkezett katolikusokkal. Az 1776-os vizitáció szerint a templom a Fájdalmas Szűzanya tiszteletére van szentelve. A 19. századi latin nyelvű vizitációs jelentések már részletesen beszámolnak a templom állapotáról és felszereltségéről. 1812-ben feljegyzik, hogy a templom mellett temető van. Az 1833-as vizitáció megadja a templom méreteit is, melynek hosszúsága 19, szélessége 7,6 méter. a 19. század végére a templom rossz állapotban volt, ezért megújították, mely a források szerint Strossmayer püspök idejében történt Josip Vancaš építész tervei szerint gótikus stílusban, de hiteles dokumentum nem maradt fenn, ami ezt megerősítené. Az első olyan képeslap, ami a templomot ábrázolja a 20. század elején készült. Ezen a templom lényegében már a mai állapotában látható. 1964. április 13-án egy földrengés megrongálta az épületet, mely után helyre kellett állítani. 1970. december 23-án a Nagyboldogasszony templomot kulturális műemlékként nyilvántartásba vették és 151.32 nyilvántartási szám alatt bejegyezték a védett ingatlanok nyilvántartásába. 1988-ban a belső teret alaposan felújították.
2005-ben a Horvát Restaurátor Intézet Eszéki Restaurátor Osztálya kutató és konzerválási munkákat végzett a templomban. A kutatás célja a kápolna eredeti kinézetének, illetve visszaállítása mértékének meghatározása volt. Továbbá meg kellett állapítani, hogy mennyi volt a barokk átépítés és az újragótizálás terjedelme. A levéltári és történeti kutatás kiegészítéseként a templom területén kívül és belül összesen 44 szondát nyitottak. A belső tér vizsgálata arra a következtetésre jutottak, hogy a dongaboltozat a 19. század végén készült. A homlokzat restaurálása során a múlt század nyolcvanas éveinek közepén minden történelmi vakolatot és az építészeti profilalkotást megszüntettek, agy nem ismerjük a külső falak legrégebbi megjelenésének színét. Az apszis és a déli homlokzatának vizsgálata feltárta az eredeti gótikus ablakokat. Az ablakkeretek kőből készültek. A nyugati homlokzaton feltárták a régi portál eredeti kőkeretét. A déli homlokzaton egy csúcsíves ajtót tártak fel, mely szintén az eredeti templomhoz tartozott. A homlokzat külső részén kívül találtak egy darab kőboltozatot, amely a portál része lehetett. A padlószondában, körülbelül 23 cm mélységben, megtalálták az eredeti padlót, melyen kövezésnek nyoma sincs. Ez a padlószint a gótikus és a barokkhoz templomhoz tartozhatott, melyet csak a 19. századi megújításkor emeltek meg. A harangtoronynak legalább két építési fázisát állapították meg. Az első szakasz téglái sötétebbek voltak az egykori égés csalhatatlan nyomaival. Összegzésképpen a templom tipológiai jellemzői nem térnek el a szlavóniai gótikus épületek szokásos kialakításától. Ez az épülettípus a 13. század közepétől a csarnoktemplomok típusából alakult ki.

## Leírása
A templom téglából épült, hosszúkás, egyhajós épület, támpillérekkel erősített, sokszögletű szentéllyel. A szentély északi és déli oldalán két, nemrégiben hozzáépített helyiség van, az oratórium és a sekrestye. A templom a középkori előírásnak megfelelően a nyugat (bejárat) – kelet (szentély) irányú tájolású, az apszis tengelyének kisméretű eltérésével. A bejárati részt a hajótól oszlopok választják el, amelyek között három, szabálytalan félkörívű átjáró található. Az előcsarnok boltozatos, a bejárati ajtótól jobbra egy egyszerű fa lépcsőn lehet felmenni a kórusra. A kórus központi része felett emelkedik a harangtorony.
A templomhajót csúcsos dongaboltozattal boltozták, míg a sokszögű apszist hatrészes radiális bordás boltozat fedi. A boltozat körte alakú bordái ötszögletű, fordított piramis alakú konzolokra támaszkodnak. A szentélyt a diadalív és az emelt padlószint választja el a hajótól,
melytől egy lépcsőfokkal fekszik magasabban. Az egész templom padlója padlólapokkal van burkolva. A hajó északi és déli falát két csúcsos ablak osztja fel, amelyeket a boltozat alakjához igazították, azaz felső részükkel behatolnak a boltozat lekerekítésébe. Az apszis falát is két egyforma ablakkal tagolták. A szentélyből délre nyílik a sekrestye ajtaja. Az ajtó felett van egy ablak, amely a sekrestye tetejére néz. A hajó falait és boltozatát sárgára, míg az apszist fehérre festették.
A templom berendezése szerény. Egy, a szentély központi részén található főoltárból, és a diadalív előtti mellékoltárokból áll. Legértékesebb darabja egy ismeretlen mester Fájdalmas Szűzanya festménye, amely a 18. század második felére datálható. Dragotinban a Szűzanyát különösen tisztelik, és a templom a 18. századtól zarándokhely lett. A hajó északi és déli falán a keresztút állomásainak egyszerű képei vannak elhelyezve. A templomban nincsenek padok, csak székek vannak. A nyugati főhomlokzat gazdagon profilozott, felette pedig a központi tengelyben a sokszögű harangtorony emelkedik. A homlokzat falfelületét koszorúk tagolják,
három emeleti részre osztva. Központi tengelyét egy műkővel burkolt portál uralja, amely felett egy nagy rozetta van. Oldalirányban a második emelet szintjén két félköríves ablak van kialakítva. A harmadik emeleten, amely háromszög alakú oromzatként van kialakítva, sekély, félkörívesen zárt fülkék, középen pedig egy azonos alakú ablak látható. A templom homlokzata fehérre festett.